# Trifaoui
Trifaoui là một đô thị thuộc tỉnh El Oued, Algérie. Dân số thời điểm năm 2002 là 6.361 người.